# 津軽政兕
津軽 政兕（つがる まさたけ）は、江戸時代前期から中期にかけての旗本。陸奥国弘前藩分家・黒石領（4000石）3代当主。官位は正六位下・釆女正。日本最古の釣り指南書『何羨録』の著者として知られる。

## 生涯
寛文7年（1667年）、2代当主・津軽信敏の嫡男として誕生した。延宝6年（1678年）5月10日、4代将軍の徳川家綱に御目見した。
天和3年（1683年）12月14日、父・信敏の死去により家督を相続し、小普請に所属した。先代までは交代寄合だった。本家の弘前藩4代藩主津軽信政（父の従兄）から偏諱を受け、政兕と名乗った。貞享3年（1686年）9月、出羽国米沢藩4代藩主の上杉綱憲の養女・阿久理と婚姻するが、翌4年（1687年）に阿久理は死去した。 
元禄3年（1690年）11月23日、桐間番となった。同年12月2日、5代将軍・徳川綱吉の小姓となった。元禄6年（1693年）8月9日、小姓を御役御免となり、小普請組に再編入された。元禄11年6月23日、領地の内で上野国勢多郡内1500石を陸奥津軽郡、伊達郡内1500石に移された。享保4年（1719年）6月26日、寄合の所属となった。
元禄15年（1702年）12月14日、元赤穂藩士により義父の吉良義央が殺害された（赤穂事件）。事件の翌朝、吉良邸に真っ先に駆けつけたのが政兕主従とされる。
享保8年（1723年）、日本最古の釣り指南書とされる『何羨録』を執筆した。この当時、武士の間では釣りが愛好されており、政兕も嗜んでいた。徳川綱吉により生類憐れみの令が施行されると、「釣魚は武士の修練のうち」とされ黙認されていたが、その後の数度の法改正により釣りは規制対象となり、違反者の処罰や釣り道具の販売も禁止された。このような釣りを取り巻く環境は、綱吉が死去し、宝永6年（1709年）に新井白石によって生類憐れみの令が廃止により解禁されるまで続いた。本書の冒頭には「釣りは江戸の娯楽」「釣り船に乗れば社会的名誉は重要ではない」との趣旨の一文が添えられている。
享保19年（1734年）6月21日、隠居し津軽信政の五男で養子の寿世に家督を譲った。隠居後は泰雅と号した。
寛保3年（1743年）、死去。生前に子や孫に先立たれた。

なお、宝暦2年（1753年）4月 黒石市牡丹平の八幡宮境内に馬術調律のため馬場（現存）を開設した、と伝承記録されているが、死亡年とは合致しない。

## 系譜
父母
- 津軽信敏（父）

正室
- 阿久里姫 ー 上杉綱憲の養女、吉良義央の娘

子女
- 綾姫 ー 津軽寿世正室
- 畠山義躬（上杉氏親族）正室。後に離婚
- 本目正房室

養嗣子
- 津軽寿世 ー 津軽信政の五男。婿養子。

## 登場作品
- 『忠臣蔵釣客伝』(長辻象平、講談社、2003年)
- 『大江戸釣客伝』(夢枕獏、講談社、2011年)